# X86

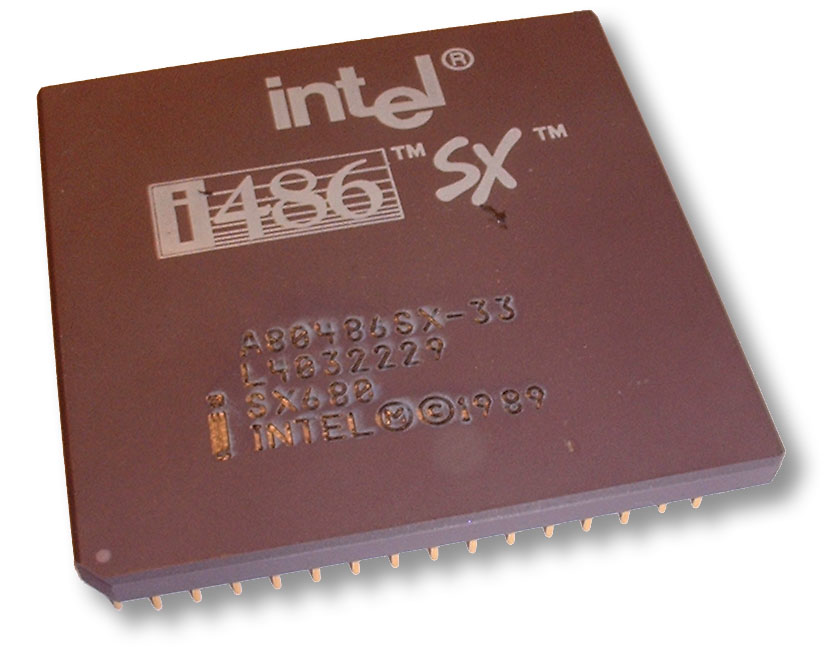
Intel 80486SX mikroprocessor

Termen x86 används som samlingsnamn för en familj av binärkompatibla CPU:er som kontinuerligt vidareutvecklats sedan den ursprungliga 8086 från 1978. Det är den idag vanligaste processorarkitekturen för persondatorer och har dominerat den marknaden sedan IBM PC och dess kloner blev vanliga i mitten av 1980-talet.
Orsaken är att det då mycket dominerade IBM valde Intel 8088 som bas för sin persondator och att Intel därmed kunde skaffa sig en närmast monopolliknande ställning på processormarknaden för persondatorer sedan den introducerades 1981, något som endast på senare tid har utsatts för påtaglig konkurrens. Kring och efter millennieskiftet 2000 gick också flera tillverkare av Unix-arbetsstationer och Macintosh över till x86 och den helt kompatibla efterföljaren x86-64.
Begreppet x86 började populärt användas för 80286- och 80386-kompatibla processorer i slutet av 1980-talet. Värt att notera är att det inte var Intel som myntade begreppet, snarare fristående programmerare och tekniker. Intel använde länge mer konkreta termer som "i386-arkitekturen" men började på 1990-talet arbeta för att etablera det i princip synonyma namnet IA-32, sannolikt för att markera någon form av marknadsmässig kontinuitet med sin (helt annorlunda) IA-64 arkitektur. Den av AMD utvecklade x86-kompatibla påbyggnaden till 64 bitar som kallas x86-64 har dock lyckats betydligt bättre, både prestanda och marknadsmässigt, även för Intel, som länge förnekade att de arbetade på en egen implementering av AMD:s specifikationer.

## Bakgrund
Intels processorer efter 8086 och 8088 hade beteckningarna 80186, 80286, 80386 och 80486, därav begreppet x86 ("något + 86"). Inför lanseringen av nästa processor hade Intels ledning allt mer börjat uppmärksamma den än så länge svaga, men stadigt ökande, konkurrensen från andra tillverkare. Ett misslyckat försök att registrera sifferkombinationen 586 som juridiskt varumärke innebar att nästa processor istället fick heta Pentium (av penta = fem). Detta lämnade "namn" som 586, 5x86, 686 etcetera öppna för konkurrenter som Cyrix, AMD, och IBM.
Från och med att 80386 (introducerad 1985) blev vanligt förekommande i slutet av 1980-talet är x86 en 32-bitarsarkitektur i persondatorsammanhang (dock ej alltid i inbyggda system) och en av de allra vanligaste processorarkitekturerna i framförallt persondatorer, men även arbetsstationer och servrar.
Runt 2004-2005 började även den x86-kompatibla 64-bitarsarkitekturen AMD64 (eller x86-64) vinna mark. Denna standard specificerades ursprungligen 1999, av AMD, Intels enda riktigt tunga konkurrent på x86-marknaden, och de första kommersiella implementeringarna dök upp 2003. Intel tvingades följa det spåret och x86-64 finns numera implementerad i alla moderna x86-processorer av AMD, Intel och VIA som är avsedda för datorer (dock ej alltid för inbyggda system).
AMD har gjort väsentliga förbättringar i arkitekturen vid övergången till 64 bitar utan att förlora kompatibilitet med gamla program, ett förfarande som påminner om hur Intel passade på att förbättra (ortogonalisera) arkitekturen vid designen av 80386 och övergången till 32 bitar, också då med bibehållen kompatibilitet bakåt.
Ordet arkitektur står här främst för hur processorerna ter sig, betraktade utifrån, alltså ur en assemblerprogrammerares eller kompilatorskrivares perspektiv. Internt kan de standardiserade funktionerna vara implementerade på vitt skilda sätt, inte bara mellan olika tillverkare, utan även mellan skilda serier från samma tillverkare.
Bra exempel på detta är Pentium Pro kontra Pentium, eller den första Pentium 4 (Willamette) kontra föregångaren Pentium III; i båda fallen skiljer sig den interna uppbyggnaden nästan helt. Detta kan ställas i kontrast till till exempel Pentium II och Pentium III som var mycket lika vad gäller den interna konstruktionen.

## Fabrikat
Viktigare (mer aktuella) företag
- Intel - Marknadsledare med fabriker över hela världen och designcenter i både USA och Israel.
- AMD - Fabriker i Dresden och Texas.
- Cyrix - Designfirma; Tidigt ute med både superskalär x86 och spekulativ exekvering, s.k. register renaming. Uppköpt, delvis av VIA, delvis av National Semiconductor.
- IBM microelectronics - Har fabricerat Intels, Cyrix:s, Transmetas och egna x86-konstruktioner; samarbetar idag med AMD kring tillverkningsteknik (SOI processen mm).
- NexGen - Designfirma; Grunden för AMD K6 efter uppköp. Tidigt ute med principen att extra avkodningssteg splittar upp x86-instruktioner så de kan exekveras av en påbyggd RISC.
- Centaur Technology, avdelning inom halvledarföretaget IDT (Integrated Device Technology) - Designade en slags 486:or (icke superskalär RISC+mikrokod) som presterar i klass med större CPU:er, och är strömsnåla. Centaur köptes senare av VIA.
- Transmeta - Både x86-interpretering och inkrementell x86-kompilering för (och av) underliggande VLIW-maskin; VLIW-kodat mikroprogram avväger och optimerar under körning.
- VIA - Gör främst moderkortchips, men är idag även relativt framgångsrika på strömsnåla x86:or (konstruerade av förvärvade IDT-divisionen).

Övriga företag
För fullständighetens skull nämns här ett stort antal företag som någon gång ägnat sig åt att tillverka eller konstruera x86-processorer (inkl x87):
- NEC (Nippon Electric Corporation) - Gjorde tidiga 8/16-bitars x86-varianter (V serien).
- Chips and Technologies - Designade, förutom moderkortchips, även 32-bitars x86:or och tillhörande flyttalschip.
- IIT - Gjorde flyttalsprocessorer för 286:or och 386:or med bättre prestanda än samtidiga konkurrenter.
- National Semiconductor - Inbyggda strömsnåla x86-system, delvis baserade på Cyrix:s design. Uppköpta av AMD.
- Rise Technology - Designade en enkel, mycket strömsnål 32-bitars processor för inbyggda system.
- STMicroelectronics (fd SGS-Thomson) - Ett av tre halvledarföretag som tillverkade, och även marknadsförde Cyrix:s CPU:er under eget namn.
- ULSI systems - Konstruerade flyttalsprocessorer för 386-familjen.
- UMC (United Microelectronics Corporation) - Tillverkare av bl.a. moderkortchips som även gjorde 486:or av egen konstruktion.
- Texas Instruments - Egna enklare x86-processorer på 1980-talet, tidig tillverkare för Cyrix på 1990-talet.
- Weitek - Flyttalsprocessorer som var snabba för sin tid, med ej helt x86-kompatibla. Populära i CAD-sammanhang.
- Fujitsu, Harris/Intersil, OKI, Siemens AG, m.fl. - Tillverkade mer eller mindre "klonade" 8088:or - 286:or, somliga med licens, andra inte. En del varianter kunde arbeta med betydligt högre klockfrekvenser än Intel:s originalversioner.

Listan är, trots sin längd, inte fullständig.

## Operativsystem
Operativsystem som kan köras på x86 processorer:
- AIX Version 1.x, AtheOS, BeOS, eComStation, Fedora, FreeBSD, GNU/Hurd, GNU/Linux, OS/2, Inferno, Mac OS, Meego, Microsoft Windows, MS-DOS, NetBSD, Novell NetWare, OpenBSD, PC-DOS, Plan 9, ReactOS, QNX, SCO OpenServer, SCO UnixWare, Sun Solaris x86, V2 OS och VMWare ESX Server.

## Tidsaxel
x86-processorer som använts i PC-datorer (endast Intels versioner):
| Processor              | Introducerad | Typisk klockfrekvens            |
| ---------------------- | ------------ | ------------------------------- |
| 8088                   | 1979         | 4,77 MHz                        |
| 80286                  | 1982         | 6 MHz                           |
| 80386                  | 1985         | 16 MHz                          |
| 80486                  | 1989         | 25 MHz                          |
| Pentium                | 1993         | 60 MHz                          |
| Pentium MMX Pentium II | 1997         | 200 MHz 300 MHz                 |
| Pentium III            | 1999         | 733 MHz                         |
| Pentium 4              | 2000         | 1,5 GHz                         |
| Pentium M              | 2003         | 1,5 GHz                         |
| Core 2                 | 2006         | Dual/Quad 2,2 GHz               |
| Core i7                | 2008         | Quad 2.93 GHz                   |
| Core i3 Core i5        | 2010         | Dual 2,4 GHz Dual/Quad 2,66 GHz |

## Fotnot
1. ↑  Intel använde ibland också beteckningarna iAPX 186, iAPX 286 etc.